# Bill Hicks
(Bill Hicks)
William Melvin Hicks, detto Bill (Valdosta, 16 dicembre 1961 – Little Rock, 26 febbraio 1994), è stato un comico, cabarettista e musicista statunitense.
Con Richard Pryor, Lenny Bruce, Woody Allen e George Carlin è uno dei più rappresentativi autori e cabarettisti satirici della scena stand-up comedy americana. I suoi monologhi trattavano principalmente, con taglio aggressivo, cinico e misantropico la politica, l'umanità in genere, la religione, le droghe, l'alcolismo (che lo afflisse a lungo), il proprio tabagismo, il consumismo, la sessualità, le teorie del complotto e il razzismo, ed erano improntati alla derisione verso i valori tradizionali americani, facendo ampio uso di humour nero e invettive politicamente scorrette.
Hicks morì a soli 32 anni a causa di un tumore al pancreas; negli anni successivi alla sua scomparsa, il suo lavoro, in vita talvolta oggetto di censura, ha ottenuto notevoli consensi nei circoli creativi e da parte della critica, anche musicale, in particolare dopo una serie di pubblicazioni postume dei suoi album, ed è diventato un autore di culto più di quanto lo fu in vita, con una nutrita schiera di appassionati e ammiratori. La sua opera è stata anche studiata e apprezzata dal punto di vista di una critica filosofica di tipo nichilista e costruttiva al contempo, rivolta alla società e al mondo.

## Biografia

### Primi anni
Nato a Valdosta, in Georgia, Bill era il figlio di Jim e Mary Reese; aveva due fratelli più grandi, Steve e Lynn. La famiglia visse in Florida, Alabama e New Jersey, prima di stabilirsi a Houston, in Texas, quando Bill aveva sette anni. La famiglia ha reso pubblico un documento della scuola materna in cui la maestra sottolinea la sua passione per il parlare aggiungendo: "Mi auguro sinceramente che Bill possa avere un maestro di prima elementare che lo sfidi al meglio, in modo che egli sia così interessato ad imparare tante cose nuove da non avere più tempo semplicemente per parlare."
Hicks venne cresciuto nella fede battista e iniziò a mostrare il suo talento comico nella scuola domenicale di catechismo: da quell'educazione Hicks ricavò una totale sfiducia verso la religione e nel corso della sua vita si formò una propria personale filosofia, mettendo in ridicolo le contraddizioni del moralismo. Hicks divenne scettico, agnostico e in seguito praticante della meditazione trascendentale.
Fin da ragazzo, sulle orme di Woody Allen, iniziò a scrivere sketch comici con l'amico Dwight Slade. Preoccupati per il suo comportamento, i suoi genitori lo portarono da uno psicoanalista quando aveva 17 anni, ma questi non trovò in lui nulla di anormale: a quanto sembra, anzi, avrebbe affermato scherzosamente che a suo parere erano i suoi genitori, più che Bill, ad aver bisogno di qualche seduta.
Nel 1978 venne aperto a Houston il locale Comedy Workshop, e Hicks e i suoi amici Slade, John S. e Kevin Booth iniziarono ad esibirvisi. I primi tempi Hicks era ancora troppo giovane per guidare da solo fino al locale e aveva bisogno di uno speciale permesso dal lavoro per esibirsi. I suoi show si tenevano tutti i martedì notte; nel frattempo continuava a frequentare la Stratford High School a Houston. Ottenne un discreto successo, e iniziò a sviluppare il suo talento per l'improvvisazione, anche se il suo sketch all'inizio non era molto lungo. Bill Hicks, Kevin Booth e Jay Leno parlano dei loro anni al Comedy Workshop nel documentario It's Just a Ride.

### Gli anni ottanta
Quando Bill frequentava l'ultimo anno della high school, la sua famiglia si trasferì a Little Rock, nell'Arkansas, ma dopo il diploma, nella primavera del 1980, Bill andò a vivere a Los Angeles e iniziò a esibirsi al Comedy Store di Hollywood, dove all'epoca lavoravano anche Andrew Dice Clay, Jay Leno, Jerry Seinfeld e Garry Shandling.
Per breve tempo frequentò il Los Angeles Community College e recitò nell'episodio pilota della sitcom Bulba, per poi tornare a Houston nel 1982. Qui fondò con Kevin Booth l'ACE Production Company (Absolute Creative Entertainment), che in seguito sarebbe divenuta la Sacred Cow Productions, e lavorò in vari club di Houston tra i quali ancora al Comedy Workshop. Hicks frequentò inoltre l'Università di Houston per breve tempo.
Nel 1983 iniziò a bere pesantemente e a fare uso di sostanze psicotrope, come LSD, psilocibina, cocaina, MDMA, diazepam, metanfetamina, e altre. I suoi temi ricorrenti erano attacchi al sogno americano, alle ipocrisie e alle credenze tradizionali. Il suo successo aumentò rapidamente, e nel 1984 comparve nel noto talk-show Late Night with David Letterman. David Letterman restò colpito e lo invitò altre undici volte, in cui Hicks presentava versioni purgate dei suoi show dal vivo.
Nel 1986, Hicks si ritrovò al verde a causa dei suoi eccessi, ma la sua carriera si impennò quando apparve nello Young Comedians Special di Rodney Dangerfield nel 1987. Quello stesso anno si trasferì a New York, e per i successivi cinque anni fece circa 300 spettacoli all'anno. La sua reputazione comunque non era delle migliori a causa della sua tossicodipendenza, e nel 1988 affermò di aver cessato di assumere droghe e alcol per problemi al fegato e altri motivi di salute, sebbene nei suoi spettacoli continuasse a elogiare le virtù di LSD, marijuana e funghetti allucinogeni. Ripiegò sul fumo di sigaretta, un tema che da lì a quel momento sarebbe stato molto presente nei suoi spettacoli, in cui spesso stava sul palco fumando di seguito molte sigarette.
Durante una performance a Chicago nel 1989 divenuta famosa, Hicks pronunciò la sua battuta forse più controversa:
Hicks fece seguire a questo commento una tirata velenosa che si concludeva con l'invocazione di un genocidio di tutto il genere umano, intendendo con questo che la battuta su Hitler non andasse letta in senso antisemita ma fosse piuttosto un'espressione del suo disgusto per l'umanità in generale. Hicks spesso oscillava fra speranza e amore per la razza umana e totale disillusione e sconforto, arrivando perfino a definire la specie umana un "virus con le scarpe". Nel 1989 pubblicò il suo primo video, Sane Man (riedito nel 2006).

### Gli anni novanta
Nel 1990 pubblicò il suo primo album, Dangerous, registrò uno speciale per la HBO, One Night Stand, e si esibì, assieme a un gruppo di comici statunitensi, al West End di Londra a novembre. Nel Regno Unito e in Irlanda ottenne un grande successo, e continuò il suo tour anche nel 1991; sempre in quell'anno registrò il suo secondo album, Relentless.
Oltre agli album parlati, nel 1992 registrò anche un album musicale, Marblehead Johnson; sempre nel 1992 incontrò Colleen McGarr, che divenne la sua fidanzata. Venne votato "Hot Standup Comic" dalla rivista Rolling Stone e si trasferì di nuovo a Los Angeles all'inizio del 1993. L'ultimo live registrato da Bill Hicks è il famoso "Revelations" e risale al 1992. Con il caratteristico cinismo e brillante capacità comunicativa, Hicks tocca i suoi temi più classici: la prima guerra del Golfo, l'assassinio di John F. Kennedy, la religione, le droghe, la pubblicità e il sesso. L'ultimo show registrato risale all'Ottobre del 1993, nel quale, cosciente di essere in punto di morte, gioca sul fatto che quello possa essere il suo ultimo show, all'insaputa del pubblico in visibilio davanti al suo cinismo.
I membri del gruppo musicale progressive metal dei Tool lo invitarono ad aprire alcuni dei loro concerti al Festival Lollapalooza nel 1993: nel 1996, già dopo la morte di Hicks, i Tool pubblicarono l'album Ænima, interamente dedicato a Bill, che contiene un tributo all'amico scomparso nel booklet e nelle tracce Ænema, Third Eye, che contiene campionature della sua voce. Anche il celebre gruppo alternative metal dei Faith No More ha citato Bill Hicks nella canzone Ricochet, tratta dall'album King for a Day... Fool for a Lifetime.

### La malattia
Nell'aprile 1993, mentre si trovava in tour in Australia, Hicks iniziò a lamentare dolori al fianco, e il 16 giugno di quell'anno gli venne diagnosticato un cancro del pancreas. Iniziò a sottoporsi a sedute settimanali di chemioterapia, mentre proseguiva il tour e lavorava alla registrazione dell'album Arizona Bay con Kevin Booth. Al momento della sua morte stava inoltre lavorando assieme al comico Fallon Woodland per la realizzazione dell'episodio pilota di un nuovo talk-show intitolato Counts of the Netherworld per il canale televisivo britannico Channel 4: la puntata è stata trasmessa nel corso degli eventi della Tenth Anniversary Tribute Night svoltasi il 26 febbraio 2004, decimo anniversario della morte di Hicks.

### Problemi con la censura
Nonostante la malattia, continuò il suo lavoro finché poté. Il 9 ottobre 1993 Hicks sarebbe dovuto comparire al Late Show with David Letterman per la dodicesima volta, ma la sua intera performance venne rimossa dalla registrazione, la prima volta in cui l'intero sketch di un comico venne tagliato dopo essere stato girato. Sia i produttori dello show sia l'emittente CBS declinarono ogni responsabilità, Hicks espresse il proprio sdegno in una lettera manoscritta di 39 pagine indirizzata al giornalista John Lahr della rivista The New Yorker. Sebbene Letterman in seguito abbia manifestato dispiacere per il modo in cui Hicks era stato trattato, egli non comparve più nello show. Il resoconto integrale della vicenda si trova in un articolo di Lahr sul New Yorker, integrato poi in un capitolo del suo libro Light Fantastic.
Il 30 gennaio 2009, come gesto di tributo a 15 anni dalla scomparsa del comico, Letterman invitò la madre di Hicks e trasmise l'intero pezzo, in cui il comico tratta i temi dell'omosessualità, dei pro-life, del fumo e della Pasqua. Dopo aver mandato in onda lo spezzone, il presentatore si scusò nuovamente per l'errore commesso con la madre, che perdonò Letterman.

### La morte
Hicks si esibì per l'ultima volta al Caroline's di New York il 6 gennaio 1994. Fece ritorno quindi alla casa dei suoi genitori a Little Rock, in Arkansas. Chiamò a sé i suoi amici per dir loro addio, e il 14 febbraio smise di parlare; morì, per le complicazioni del cancro al pancreas, alla presenza dei genitori, alle 23:20 del 26 febbraio 1994 e venne sepolto nella tomba di famiglia a Leakesville, nel Mississippi. Il 7 febbraio 1994 scrisse il suo testamento spirituale, dove ringrazia per ciò che ha avuto e dichiara le sue speranze sul futuro. Il testamento si conclude con la frase:

## Eredità
Gli album Arizona Bay e Rant in E-Minor vennero pubblicati postumi nel 1997 per l'etichetta Rykodisc, dietro il permesso della madre di Hicks, Mary. Dangerous e Relentless vennero anch'essi ripubblicati dalla Rykodisc in quell'anno. In un sondaggio del 2005, Bill Hicks si classificò tredicesimo nella "Top 20 Greatest Comedy Acts Ever"; inoltre nello show di Comedy Central 100 Greatest Stand-ups of All Time (2004), Hicks si piazzò al n. 19. Nel marzo 2007, Channel 4 lanciò un sondaggio, "The Top 100 Stand-Up Comedians of All Time", in cui Hicks giunse al sesto posto.
Gli ammiratori di Hicks hanno adottato le sue parole, la sua immagine e più in generale la sua filosofia di vita nelle loro creazioni. Grazie alle tecnologie che permettono il campionamento audio, frammenti delle invettive, delle polemiche e delle critiche sociali di Bill Hicks si ritrovano in molti album musicali: della sua influenza sui Tool si è già detto, egli compare inoltre nell'album Maim That Tune (1996) dei Fila Brazillia e nell'album omonimo degli SPA (1997), entrambi dedicati a lui. Anche l'album The Bends dei Radiohead (1995) è dedicato alla sua memoria.

## Film documentario
Il 14 maggio 2010 è uscito in molti cinema della Gran Bretagna il documentario American: The Bill Hicks Story incentrato sulla vita di Hicks.

## Tributi e riferimenti
- Il film Human Traffic lo cita come "ultimo grande profeta", e in una scena il protagonista, Jip, prima di uscire una sera guarda uno spezzone di uno show di Hicks per ricordarsi di "non prendere la vita troppo seriamente".
- La quinta puntata della seconda stagione della serie televisiva inglese Misfits gli offre un tributo: uno dei protagonisti, Nathan, si esibisce in uno sketch che ricalca il numero dell'autoerotismo orale inventato da Bill Hicks, sottolineando che se gli uomini ne fossero capaci il sesso femminile sarebbe inutile (da Bill Hicks:"se fossimo capaci di fare sesso orale da soli voi donne sareste qui senza compagno... ad osservare un palco vuoto").
- Nel libro di John Niven A volte ritorno, oltre a essere presente una citazione esplicita dai suoi spettacoli, vi sono anche numerosi riferimenti, più o meno velati, a vari argomenti affrontati da Hicks.
- Nell'album intitolato Aenima della band statunitense TOOL, uscito nel 1996, Bill Hicks appare in una illustrazione commemorativa inserita nel libretto di copertina, insieme al suo nome e alla didascalia "ANOTHER DEAD HERO". Il comico era infatti amico della band e in passato aveva introdotto alcuni concerti dei TOOL. Nello stesso album, l'ultimo brano, intitolato Third Eye, inizia con un estratto di monologo dello stesso Hicks, riguardante l'uso di droghe: "See, I think drugs have done some good things for us, I really do. And if you don't believe drugs have done good things for us, do me a favor - go home tonight and take all your albums, all your tapes, and all your CDs and burn 'em. 'Cause you know what? The musicians who've made all that great music that's enhanced your lives throughout the years... real fucking high on drugs."
- Nell'album intitolato Now and Them di Adam Freeland, uscito nel 2003, il brano We want your soul contiene un campionamento estratto dallo spettacolo di Hicks "Revelations".
- Nel primo capitolo del film non profit del 2007 Zeitgeist è presente un estratto audio dalla data di Londra del suo show "Revelations" del 1993. Bill parla del fondamentalismo Cristiano e dei ritrovamenti fossili che daterebbero la terra a molto prima di quanto sostiene la Bibbia.
- Nel fumetto Preacher è citato quando il protagonista Jesse Custer partecipa ad uno dei suoi ultimi spettacoli.
- L'episodio trentatré di Tank Girl "Lo Chef Boscimano", pubblicato nell'aprile 1994, è dedicato a Bill Hicks.
- Nella canzone "Bliss", dall'omonimo album degli italiani Captain Mantell, uscito nel novembre del 2014, c'è il campionamento del famoso monologo "It's Just a Ride" tratto dal suo spettacolo "Revelations".